# Oberea subdiscoidalis
Oberea subdiscoidalis är en skalbaggsart som beskrevs av Pierre Lepesme och Stefan von Breuning 1952. Oberea subdiscoidalis ingår i släktet Oberea och familjen långhorningar. Inga underarter finns listade i Catalogue of Life.